# آندری راتسیو
آندری راتسیو (انگلیسی: Andrei Rațiu؛ زادهٔ ۲۰ ژوئن ۱۹۹۸) بازیکن فوتبال اهل رومانی است.
از باشگاه‌هایی که در آن بازی کرده‌است می‌توان به باشگاه فوتبال اوئسکا، باشگاه فوتبال ادو دن هاخ و باشگاه فوتبال ویارئال بی اشاره کرد.
وی همچنین در تیم‌های ملی فوتبال زیر ۲۱ سال رومانی، المپیک رومانی و رومانی بازی کرده‌است.